# Пиоли, Стефано
Стефано Пиоли (итал. Stefano Pioli; род. 20 октября 1965, Парма, Италия) — итальянский футболист, защитник; тренер.

## Карьера
Стефано Пиоли начал карьеру игрока в клубе «Парма». Там он провёл два сезона, после чего перешёл в «Ювентус». В составе «Старой Синьоры» Стефано выиграл чемпионат Италии, Кубок чемпионов УЕФА и Межконтинентальный кубок, где вышел на поле на 64 минуте встречи. После футболист играл за «Верону» и «Фиорентину», в составе которой провёл 6 лет. Завершал свою игровую карьеру Пиоли в клубах «Падова», «Пистойезе», «Фьоренцуола» и «Колорно».
Тренерскую карьеру Стефано Пиоли начал в молодёжном составе клуба «Болонья», с которой он в 2001 году выиграл чемпионат Италии в возрастной группе до 16 лет. Затем Стефано работал с молодёжью клуба «Кьево». В июне 2003 года Пиоли возглавил клуб Серии Б «Салернитану», с которой добился поставленной цели — сохранить «прописку» во втором по силе итальянском дивизионе. На следующий год Стефано возглавил «Модену». В первом сезоне клуб занял 8 место в Серии Б, а на следующий год он был уволен за плохие результаты по ходу сезона. Однако, занявший его место Маурицио Вишиди показывал ещё худшие результаты, и был уволен после трёх подряд поражений. Пиоли вернулся на тренерский мостик «Модены» и занял с клубом 5 место в чемпионате. Команда участвовала в плей-офф на возможность выхода в Серию А, но проиграла в полуфинале «Мантове».
6 июня 2006 года Пиоли возглавил клуб Серии А «Парму». 10 сентября он дебютировал на тренерской скамье пармезанцев в матче с «Торино» (1:1). В клубе тренер следовал своей любимой игровой модели 4-2-3-1, но которая не имела особого успеха. 12 февраля 2007 года после поражения от «Ромы» со счётом 0:3 Стефано был уволен. Под его руководством клуб провёл 23 матча, в которых набрал 15 очков. По ходу сезона 2007/08 Пиоли возглавил клуб «Гроссето» и занял с командой 13 место, спасши клуб от вылета в Серию С. В июне 2008 года Стефано возглавил «Пьяченцу», с которой занял 10 место. По окончании сезона он покинул команду, не согласившись с руководством клуба, которое, по его мнению, сдерживало рост клуба и не желало больших достижений команды. 11 июня 2009 года Пиоли возглавил «Сассуоло» и занял с клубом 4 место в Серии Б, достигнув стадии плей-офф на выход в Серию А, но там команда проиграла в полуфинале «Торино».
10 июня 2010 года Пиоли возглавил «Кьево». 26 мая 2011 года в день, когда команда обеспечила себе сохранение места в Серии А, Стефано покинул клуб. 2 июня 2011 года Пиоли, на которого претендовали «Рома» и «Сампдория», был назначен главным тренером «Палермо», подписав контракт на 2 года. Однако уже через три месяца Пиоли был уволен, после поражения в Лиге Европы от швейцарского «Туна». Президент клуба, Маурицио Дзампарини, причиной увольнения назвал то, что главный тренер «утратил доверие игроков».
4 октября 2011 года назначен на пост главного тренера «Болоньи» вместо уволенного Пьерпаоло Бизоли. Контракт был подписан до лета 2013 года. 18 мая 2012 года Пиоли продлил контракт с клубом до 30 июня 2014 года. 7 января 2014 года уволен за неудовлетворительные результаты — 17 место после 18 тура. Преемником Пиоли стал Давиде Баллардини.
Уже 12 июня 2014 года Пиоли возглавил римский «Лацио», заключив со столичным клубом двухлетний контракт. Первый сезон оказался достаточно успешным для команды, которая сумела завоевать бронзовые медали (впервые за восемь лет), однако уже в следующем сезоне «Лацио» откатился в середину турнирной таблицы. 3 апреля 2016 года Пиоли был отправлен в отставку с поста главного тренера после поражения 1:4 в римском дерби с «Ромой».
8 ноября 2016 года Стефано был назначен главным тренером «Интера». Контракт был подписан до 30 июня 2018 года, но полностью отработать данное соглашение Пиоли не сумел. 9 мая 2017 года, через 2 дня после поражения «Интера» от «Дженоа» (0:1) в гостевом матче 35 тура, руководство клуба приняло решение о его отставке. На тот момент «Интер» занимал 7 место в турнирной таблице.
6 июня 2017 года Пиоли был назначен главным тренером «Фиорентины». 9 апреля 2019 года, после поражения «Фиорентины» в домашнем матче 31 тура от «Фрозиноне» (0:1), Пиоли подал в отставку.
9 октября 2019 года Стефано Пиоли стал главным тренером итальянского клуба «Милан», подписав контракт на 2 года. На момент назначения «Милан» шёл на 14 месте в турнирной таблице, однако после смены тренера игра и результаты команды заметно улучшились и она смогла завершить сезон на 6-й строчке, дающей право выступать в Лиге Европы на следующий год. В результате руководство клуба приняло решение продолжить сотрудничество с Пиоли, несмотря на долгие переговоры с Ральфом Рангником. По итогам следующего сезона «Милан» стал вице-чемпионом Италии и впервые с 2013 года квалифицировался в Лигу чемпионов.
В сезоне 2021/2022 команда под руководством Пиоли продолжила свой прогресс и смогла завоевать чемпионский титул — первый за 11 лет для клуба и первый для Стефано как тренера.
18 сентября 2024 года клуб «Ан-Наср» объявил о подписании контракта с Пиоли после увольнения Луиша Каштру.

## Тренерская статистика
| Команда        | Начало работы    | Завершение работы | Показатели | Показатели | Показатели | Показатели | Показатели |
| Команда        | Начало работы    | Завершение работы | М          | В          | Н          | П          | % побед    |
| -------------- | ---------------- | ----------------- | ---------- | ---------- | ---------- | ---------- | ---------- |
| Салернитана    | 1 июля 2003      | 10 июня 2004      | 51         | 16         | 14         | 21         | 031,37     |
| Модена         | 15 июня 2004     | 22 января 2006    | 71         | 25         | 27         | 19         | 035,21     |
| Модена         | 8 февраля 2006   | 5 июня 2006       | 16         | 10         | 5          | 1          | 062,50     |
| Парма          | 5 июня 2006      | 12 февраля 2007   | 32         | 9          | 7          | 16         | 028,13     |
| Гроссето       | 11 сентября 2007 | 11 июня 2008      | 39         | 10         | 19         | 10         | 025,64     |
| Пьяченца       | 11 июня 2008     | 5 июня 2009       | 43         | 14         | 13         | 16         | 032,56     |
| Сассуоло       | 12 июня 2009     | 9 июня 2010       | 47         | 20         | 16         | 11         | 042,55     |
| Кьево          | 10 июня 2010     | 2 июня 2011       | 41         | 13         | 13         | 15         | 031,71     |
| Палермо        | 2 июня 2011      | 31 августа 2011   | 2          | 0          | 2          | 0          | 000,00     |
| Болонья        | 4 октября 2011   | 7 января 2014     | 97         | 32         | 28         | 37         | 032,99     |
| Лацио          | 12 июня 2014     | 3 апреля 2016     | 91         | 44         | 20         | 27         | 048,35     |
| Интернационале | 8 ноября 2016    | 9 мая 2017        | 27         | 14         | 3          | 10         | 051,85     |
| Фиорентина     | 6 июня 2017      | 9 апреля 2019     | 74         | 27         | 25         | 22         | 036,49     |
| Милан          | 9 октября 2019   | 26 мая 2024       | 240        | 132        | 56         | 52         | 055,00     |
| Ан-Наср        | 18 сентября 2024 | 25 июня 2025      | 44         | 27         | 7          | 10         | 061,36     |
| Фиорентина     | 12 июля 2025     |                   | 0          | 0          | 0          | 0          | —          |
| Итого          | Итого            | Итого             | 913        | 391        | 255        | 267        | 042,83     |

## Достижения

### В качестве игрока
«Ювентус»:
- Чемпион Италии: 1985/86
- Обладатель Кубка европейских чемпионов: 1984/85
- Обладатель Межконтинентального кубка: 1985

### В качестве тренера
«Милан»:
- Чемпион Италии: 2021/22

### Личные
- Лучший тренер Серии А: 2021/22
- Обладатель трофея «Золотая скамья»: 2021/22